# Viêm ruột
Bệnh viêm ruột gồm có hai dạng chính: bệnh viêm loét ruột kết mạn tính và bệnh Crohn.
- Bệnh viêm loét đại tràng mạn tính: bệnh khu trú ở ruột kết và trực tràng, trong trường hợp bệnh nhẹ chỉ có trực tràng bị tổn thương. Trong trường hợp bệnh nặng, có loét rộng, có thể mất nhiều niêm mạc, có nguy cơ giãn kết tràng do độc và đó là biến chứng gây tử vong
- Bệnh Crohn: được đặc trưng có những vùng của dạ dày-ruột bị dày lên, có viêm lan ra tất cả các lớp, loét sâu, lớp viêm mạc nứt nẻ và sự có mặt của u hạt. Chỗ tổn thương có thể ở bất kỳ chỗ nào của dạ dày-ruột, xem kẻ vào những vùng mô tương đối bình thường

## Đặc điểm
Ở bệnh nhân bị bệnh viêm ruột mãn tính có các biểu hiện như tăng sự di cư của bạch cầu, sản xuất cytokine bất thường, tăng sản xuất các chất chuyển hóa của acid arachidonic, tăng sự sản xuất chất nhầy của các chất chuyển hóa của acid arachidonic và tăng hình thành gốc tự do ở mô ruột bị viêm.

## Chẩn đoán
- Viêm đại tràng mạn do nhiễm khuẩn và ký sinh trùng: thường gặp nhất là do chlamydia, herpes và amíp, lao ruột, lỵ trực khuẩn, viêm đại tràng giả mạc do Clostridium diffcile
- Bệnh Crohn: đây là loại bệnh có cơ chế bệnh sinh và hình thái lâm sàng rất gần với viêm loét đại trực tràng chảy máu, chẩn đoán phân biệt cần dựa vào nội soi với hình ảnh tổn thương khu trú hay nhảy cóc và nhất là sinh thiết với sự hiện diện của tế bào biểu mô khổng lồ.
- Bệnh viêm đại tràng do thiếu máu cục bộ: thường xảy ra ở người già có dấu hiệu xơ vữa động mạch. Lâm sàng có dấu hiệu thiếu máu ruột sau khi ăn. Xác định bằng chụp nhuộm động mạch mạc treo thấy hình ảnh teo hẹp.
- Viêm đại tràng do tia xạ: tiền sử bệnh nhân có chiếu tia xạ vùng bụng nhất là hạ vị.

## Triệu chứng
- Bệnh viêm đại tràng mạn tính: tiêu chảy nhiều lần trong ngày, phân có nhiều nhầy máu, nếu nặng có khi chỉ toàn nhầy máu mà không có phân, chảy máu trực tràng, những biểu hiện bên ngoài ruột giống như bệnh Crohn
- Bệnh Crohn: đau bụng, tiêu chảy, sốt, sút cân, chảy máu trực tràng và những tổn thương ngoài ruột gồm tổn thương khớp, da, loét miệng, loạn chức năng gan

## Phòng ngừa
Với bệnh Crohn, chế độ ăn uống có vai trò quan trọng, nhưng với bệnh viêm ruột kết mạn tính thì chế độ ăn uống vai trò thấp hơn.
Song song với việc điều trị theo chỉ định của bác sĩ, cần có chế độ dinh dưỡng tốt cho hệ tiêu hóa của bệnh nhân, tránh stress và khám sức khỏe định kỳ. Không chỉ vậy, đây cũng là những biện pháp giảm nguy cơ mắc bệnh đối với người khỏe mạnh. 
Khi có triệu chứng, cần đi khám bệnh sớm và điều trị kịp thời khi tổn thương chưa lan rộng; theo dõi thường xuyên, định kỳ 6 tháng 1 lần bằng soi đại tràng và sinh thiết đại tràng và đại tràng sigma để phát hiện giai đoạn loạn sản nặng hoặc là giai đoạn đầu của tiến triển ung thư.

### Thực phẩm

#### Hạn chế

##### Đồ tươi/sống
Rau sống.

##### Chất xơ cứng, dạng không tan (dạng cellulose):
Hạt khô, trái cây khô/đóng hộp,... khi bị tiêu chảy để thành ruột khỏi bị "cọ xát".

##### Acid béo không bão hòa
- Omega 6 (linoleic acid LA): dầu thực vật, chất béo, thịt mỡ, trứng. Eicosanoids tạo ra từ omega 3 có tác dụng chống viêm nhưng nếu tạo ra từ omega 6 lại có tác dụng gây viêm[4].
- Acid béo chuyển hóa, hydro hóa không bão hòa (trans-unsaturated fatty acid, trans fat): dầu thực vật, thực phẩm đã qua chế biến/chế biến sẵn (thức ăn nhanh)[5].

##### Sữa tươi, thực phẩm có nhiều đường lactose
Sữa như một yếu tố dị nguyên, khi uống vào có thể kích thích niêm mạc đại tràng.

##### Các chất kích thích
- Chua, cay: gia vị (ớt, tỏi sống).
- Rượu bia, thuốc lá, cà phê.

#### Nên dùng

##### Nhiều đạm
Thịt nạc, cá nạc, sữa đậu nành.

##### Chất xơ mềm
- Rau luộc có nhiều lá (rau ngót, rau  muống, rau cải...) khi không bị tiêu chảy.
- Củ sen: ngăn ngừa các bệnh có liên quan đến ruột, kiểm soát tình trạng sưng phồng do ruột bị viêm nhiễm, ngăn chặn tình trạng xuất huyết ở thực quản, ruột, dạ dày, ruột kết và mũi. Xem thêm Các bài thuốc cầm máu viêm ruột

##### Probiotic(lợi khuẩn)
Hầu hết vi khuẩn đường ruột sống trong ruột già, và ở mức độ ít hơn là trong ruột non. Lý do là rất nhiều trong số chúng không thể sống sót trong dạ dày. Ruột non cũng là một môi trường khó khăn cho vi khuẩn do axit dạ dày và sự co bóp liên tục của ruột non loại ra bên ngoài hầu hết hệ vi sinh vật đường ruột. Tuy nhiên, cũng có một số vi khuẩn cũng tồn tại trong ruột non. Vi khuẩn đường ruột có 2 loại là vi khuẩn có lợi và vi khuẩn có hại. Và vấn đề quan trọng là sự cân bằng hệ vi khuẩn đường ruột với tỷ lệ chuẩn 85% vi khuẩn có lợi probiotic và 15% vi khuẩn gây hại. Tỉ lệ này sẽ giúp hệ tiêu hoá hoạt động bình thường và ổn định. Nếu tỉ lệ này bị thay đổi sẽ gây ra nhiều triệu chứng xấu cho hệ tiêu hoá, như hội chứng ruột kích thích hay các triệu chứng của bệnh rồi loạn tiêu hoá. Lý giải vấn đề này là, các vi khuẩn có lợi sống trong đường ruột như bifidobacteria và lactobacilli có thể ức chế sự phát triển của các vi khuẩn gây bệnh như Escherichia coli, Campylobacter, và Salmonella. Thành ruột già hay đại tràng có một hệ lông nhung với 85.000 tỷ lợi khuẩn cư trú trên đó, các lợi khuẩn này tiết ra dịch nhầy tráng lên thành đại tràng tạo thành một lớp lá chắn bảo vệ đại tràng khỏi các tác nhân xâm hại. Lợi khuẩn Lactobacillus sống chủ yếu trong ruột non trong khi đó lợi khuẩn Bifido (Bifidobacterium) sống trong ruột già. Vì vậy với người bị viêm đại tràng mạn tính hay hội chứng ruột kích thích co thắt thì phải bổ sung lợi khuẩn Bifidobacterium thường xuyên và liên tục đều đặn mỗi ngày để phòng ngừa và trị bệnh..

##### Acid béo không bão hòa
- Omega 3 (eicosapentaenoic acid EPA): dầu cá. EPA chặn một số hóa chất trong cơ thể là các leukotriene. Dầu cá là một nguồn tốt của EPA. Trong một số xét nghiệm, mọi người được hưởng lợi từ liều rất cao của nó. dù nhiều người không thích mùi vị tanh cá[4]. Các chuyên gia khuyên người tiêu dùng lựa chọn sử dụng dầu oliu và dầu hạt cải (canola) có hai loại axit béo omega 6 lẫn omega 3 cân bằng lẫn nhau.
- Omega 9 (oleic acid OA): dầu ôliu (olive oil), dầu hạt cải (canola oil, rapeseed oil). Nghiên cứu dẫn đầu bởi tiến sĩ Andrew Hart ở Đại học Đông Anglia (UEA) ở Anh thực hiện với 25.000 bệnh nhân độ tuổi 40 – 65 cho thấy, những người có hàm lượng acid oleic trong bữa ăn cao nhất giảm được tới 90% nguy cơ viêm loét đại tràng chảy máu. Acid oleic giúp phòng ngừa viêm loét đại tràng chảy máu bằng cách ngăn chặn các hóa chất gây viêm trong ruột. Theo ước tính của các nhà nghiên cứu, khoảng một nửa số ca viêm loét đại tràng chảy máu có thể phòng ngừa nếu acid oleic được sử dụng phổ biến trong bữa ăn. Dùng 2 – 3 thìa canh dầu ôliu mỗi ngày là cách đơn giản để phòng bệnh[6].

### Thói quen

##### Ăn[7][cần dẫn nguồn]:
- Đúng giờ, không nên bỏ bữa.
- Vừa đủ, tránh ăn quá nhiều. Ăn quá nhiều có thể gây áp lực cho hệ tiêu hóa, đồng thời làm cho các triệu chứng bệnh viêm ruột tồi tệ hơn. Cố gắng ăn 5 hoặc 6 bữa nhỏ mỗi ngày, mỗi bữa cách nhau 2 đến 3 giờ sẽ tốt hơn chế độ ăn 3 bữa mỗi ngày như bình thường.
- Tránh ăn các món ăn lạ.
- Khi chế biến thức ăn nên hấp hoặc luộc, hạn chế xào rán.

##### Giữ tinh thần thoải mái
Theo các nghiên cứu, đường ruột có liên quan mật thiết với não bộ được kết nối với nhau nhờ 100 triệu tế bào thần kinh nên đường ruột còn được ví là não bộ thứ hai của con người tạo thành hệ trục não – ruột. Vì vậy khi não căng thẳng sẽ truyền tín hiệu xuống ruột, nhu động ruột thay đổi, lợi khuẩn đường ruột sẽ nhanh chóng sản sinh ra vitamin B theo yêu cầu của não. Nhưng khi nhu động ruột thay đổi cũng làm chết rất nhiều lợi khuẩn dẫn đến lượng lợi khuẩn không đủ và điều này gây thiếu hụt vitamin B sản sinh cho não bộ. Để cung cấp vitamin B cho não bộ thì nhu động ruột càng phải co bóp mạnh, gây ra các cơn đau bụng, rối loạn tiêu hóa. Tình trạng này cứ lặp đi lặp lại tạo thành vòng lặp luẩn quẩn khiến cho người bệnh hoàn toàn không thể khỏi được. Người bị viêm đại tràng co thắt nguyên nhân chủ yếu là do căng thẳng, stress. Vì vậy nên
- Tránh suy nghĩ, stress quá mức, trầm cảm, lo âu[cần dẫn nguồn]. Mặc dù stress không gây ra bệnh viêm ruột, nó có thể làm cho các dấu hiệu và triệu chứng tồi tệ hơn và có thể gây bùng nổ.  Khi bị stress, quá trình tiêu hóa bình thường có thể thay đổi, gây ra dạ dày trống chậm hơn và tiết ra axit hơn. Stress cũng có thể tăng tốc hoặc làm chậm việc tiêu hóa ở đường ruột. Nó cũng có thể gây ra những thay đổi trong mô ruột[11].
- Thư giãn.
- Tập thể dục, dưỡng sinh (yoga, thiền, thở bằng bụng).

## Điều trị

### Lưu ý
- Bệnh viêm ruột (IBDs) rất khó chữa khỏi hẳn mà chỉ có thể phòng ngừa thứ phát do chưa xác định được chính xác nguyên nhân gây bệnh cũng như hiện nay vẫn chưa có thuốc để điều trị dứt điểm. Vì vậy mục đích của điều trị là giúp giảm bệnh, tránh các biến chứng. Do đó, bệnh nhân có thể sẽ được yêu cầu chữa trị suốt đời để giúp kiểm soát các triệu chứng của họ và cần học cách sống chung với bệnh, nhận biết các dấu hiệu để can thiệp, điều trị kịp thời. Tùy theo tình trạng, giai đoạn của bệnh, tổng trạng của bệnh nhân mà bác sĩ sẽ chỉ định dùng thuốc cụ thể. Với các ca viêm loét đại tràng nhẹ, có thể điều trị ngoại trú, trường hợp nặng phải nhập viện. Thời gian nằm viện trung bình của một bệnh nhân viêm loét đại tràng từ bảy - mười ngày.
- Việc điều trị bệnh viêm loét đại tràng khá phức tạp, đòi hỏi sự hợp tác cao độ của bệnh nhân, bởi bệnh rất dễ tái phát. Theo thống kê, đối với bệnh viêm loét đại tràng, hiệu quả của điều trị nội khoa đáp ứng 70%, 50% bệnh lý tái phát sau hai năm. 25% cần phải phẫu thuật[12].
- Biện pháp duy nhất để điều trị khỏi bệnh hoàn toàn là phẫu thuật cắt bỏ đại tràng. Phương pháp này thường được áp dụng trong trường hợp nặng thủng đại tràng, phình đại tràng gây nhiễm độc, xuất huyết nặng hoặc ung thư hoặc khi bệnh không đáp ứng khi điều trị bằng thuốc.

### Thuốc tây[13]
Mặc dù có nhiều điểm khác biệt nhau về nguyên nhân, triệu chứng nhưng cả hai dạng bệnh trên có những nguyên lý chung trong điều trị, những thuốc dùng là giống nhau

#### Hợp chất
- Các aminosalicylate hoặc corticosteroid (corticoid) là thuốc lựa chọn đầu tiên ở dạng bệnh hoạt động. Hợp chất aminosalicylate và dẫn chất dùng để điều trị các ca bệnh nhẹ và có vai trò đặc biệt trong điều trị bệnh viêm ruột kết mạn tính loét, nhưng vai trò của những thuốc này trong điều trị bệnh Crohn chưa được xác định rõ. Từ sulfasalazine đã mở đường cho việc phát triển Olsalazine (2 phân tử acid 5-amino salicylic liên kết với nhau qua cầu nối azo), Mesalazine (5-amino salicylic acid). Các thuốc này đều có hoạt tính với viêm ruột kết tràng loét mạn tính hoạt động, lại dung nạp tốt hơn sulfasalazine vì chất sulfasalazine có nhiều tác dụng phụ mà chủ yếu là do phần sulffonamide gây ra. Nhưng với những bệnh nhân dung nạp tốt sulfasalazine thì các thuốc mới không có ưu điểm gì hơn.
- Thuốc quan trọng thứ hai dùng trong điều trị viêm ruột kết mạn tính loét là các corticosteroid. Corticosteroid có hoạt tính rộng và là thuốc ưu tiên dùng trong những ca bệnh cấp tính từ vừa đến nặng nhất, liều dùng và đường dùng thuốc phụ thuộc vào mức độ nghiêm trọng của bệnh, việc dùng corticosteroid đường toàn thân chỉ dành riêng cho những bệnh nhân không đáp ứng với liệu pháp dùng tại chỗ. Prednisone hay prednisolone đường uống hay được sử dụng.
- Các thuốc khác dùng trong bệnh viêm ruột hoạt động phải kể đến thuốc ức chế miễn dịch. Nhiều nghiên cứu tập trung vào các chất azathioprin hay chất chuyển hóa của nó là mercaptopurine. Thuốc thể hiện hiệu quả chậm, nhưng có ích cho những bệnh nhân bị bệnh Crohn, nhất là bị rò và cho những ca viêm kết tràng mạn tính loét khó trị. Nhưng kết quả tốt nhất đạt được với những bệnh nhân đang dùng corticosteroid, rồi dùng thêm các chất ức chế miễn dịch. Methotrexat liều thấp có ích với bệnh Crohn và bệnh viêm ruột kết mạn tính loét, nhưng ciclosporin thì kết quả kém.
- Metronidazol có tác dụng hạn chế trong viêm ruột nhưng lại có tác dụng trong những biểu hiện của bệnh Crohn vùng đáy chậu. Các kháng sinh khác được dùng theo kinh nghiệm: ciprofloxacin được ưa chuộng, nhưng thiếu bằng chứng  thuyết phục và đã được dùng kết hợp với metronidazol và liệu pháp không được dung nạp tốt. Ritarubin được dùng kết hợp với một macrolid (clarithromycin hay azithromycin) tỏ ra có hiệu quả.
- Một số thuốc đã được dùng trong viêm ruột hoạt động: các globulin, miễn dịch, các interferon, các acid béo chuỗi ngắn, heparin, yếu tố XIII, chloroquin, triglyceride của các acid omega3, omeprazol camostat mesylat, ketotifen, infliximad. Các chất ức chế yếu tố gây hoại tử khối u như: thalidomid, oxypentifyllin đã được thử, trong đó thalidomid có một số kết quả tốt.
- Các thuốc chống tiêu chảy phải dùng cẩn thận và trong viêm ruột nặng phải tránh hoàn toàn loại thuốc này vì nguy cơ gây độc cho ruột kết to. Trong trường hợp bệnh nặng, phải chống suy dinh dưỡng.

#### Đối tượng
- Với những bệnh nhân có bệnh ở đoạn cuối của kết tràng hay ở trực tràng, thì có thể dùng thuốc tại chỗ như các thuốc đạn prednisolone hay mesalazine là thích hợp. Nhưng đối với viêm trực kết tràng thì thuốc thụt thích hợp hơn với các dung dịch thụt mesalazine (Pentasa Enemas 1g/100ml) hay corticosteroid. Kết quả cho thấy dùng mesalazine đường trực tràng có hiệu quả hơn dùng corticosteroid đường trực tràng để điều trị viêm kết tràng mạn tính loét.
- Nếu bệnh nặng, bệnh nhân sẽ phải nhập viện, không ăn uống, nuôi ăn qua tĩnh mạch để đại tràng được nghỉ ngơi. Bên cạnh đó, người bệnh sẽ được cho dùng thuốc kháng viêm Mesalazine (5-ASA) phối hợp với corticoid, nếu vẫn không hiệu quả thì thêm thuốc ức chế miễn dịch. Trong những trường hợp nặng nhất thì tiêm tĩnh mạch hydrocortison hay methylprednisolon hay methylpresnisolon. Ban đầu dùng liều cao, sau giảm dần khi triệu chứng được cải thiện, nhưng tác dụng phụ của cách dùng này là vấn đề cần quan tâm. Vì vậy, người ta chú ý đến những corticosteroid khó hấp thu hoặc chuyển hóa nhanh như beclomethasone, budesonid, fluticasone, tixocortol. Budesonid dùng đường uống gây thoái triển bệnh Crohn và tác dụng tương đương với các corticosteroid thường dùng, nhưng tác dụng phụ ít hơn. Nó có hiệu quả hơn mesalazine trong trường hợp bệnh Crohn ở hồi tràng hay kết tràng, hay cả hai.
- Điều trị duy trì: thuốc 5-aminosalicylat làm cho bệnh viêm ruột kết mạn tính loét đã thuyên giảm được ổn định. Mesalazine có thể làm giảm những đợt tái phát bệnh Crohn sau khi xử lý phẫu thuật. Nói chung các corticoid không có hiệu quả trong duy trì cả hai bệnh.